# أدريان كويست
أدريان كويست (بالإنجليزية: Adrian Quist) مواليد 23 يناير 1913 في جنوب أستراليا - الوفاة 17 نوفمبر 1991 في سيدني، كان لاعب كرة مضرب أسترالي بدأ مسيرته كمحترف سنة 1930 وكان يلعب باليد اليمنى، اعتزل اللعب في 1955. كما أنه أحد أبطال الجراند سلام. أعلى تصنيف له في الفردي كان المركز الـ 3 في سنة 1939.

## بطولات حققها
- بطولة ويمبلدون

## النهائيات

### الفردي (الألقاب 3, الوصافة 1)
| الحصيلة | السنة | البطولة                       | المنافس في النهائي | النتيجة في النهائي      |
| ------- | ----- | ----------------------------- | ------------------ | ----------------------- |
| الفوز   | 1936  | بطولة أستراليا المفتوحة للتنس | جاك كراوفورد       | 6–2, 6–3, 4–6, 3–6, 9–7 |
| الوصافة | 1939  | بطولة أستراليا المفتوحة للتنس | جون بروميتش        | 4–6, 1–6, 3–6           |
| الفوز   | 1940  | البطولة الأسترالية (2)        | جاك كراوفورد       | 6–3, 6–1, 6–2           |
| الفوز   | 1948  | البطولة الأسترالية (3)        | جون بروميتش        | 6–4, 3–6, 6–3, 2–6, 6–3 |

## روابط خارجية
- أدريان كويست على موقع رابطة محترفي التنس (الإنجليزية)
- أدريان كويست على موقع الاتحاد الدولي لكرة المضرب (الإنجليزية)
- أدريان كويست على موقع كأس ديفيز (الإنجليزية)
- أدريان كويست على موقع قاعة مشاهير كرة المضرب الدولية (الإنجليزية)
- أدريان كويست على موقع اتحاد التنس الأسترالي (الإنجليزية)
- أدريان كويست على موقع أرشيف التنس.كوم (الإنجليزية)
- أدريان كويست على موقع خلاصة التنس.كوم (الإنجليزية)
- أدريان كويست على موقع قاعة أستراليا للمشاهير الرياضية (الإنجليزية)